# Rapană

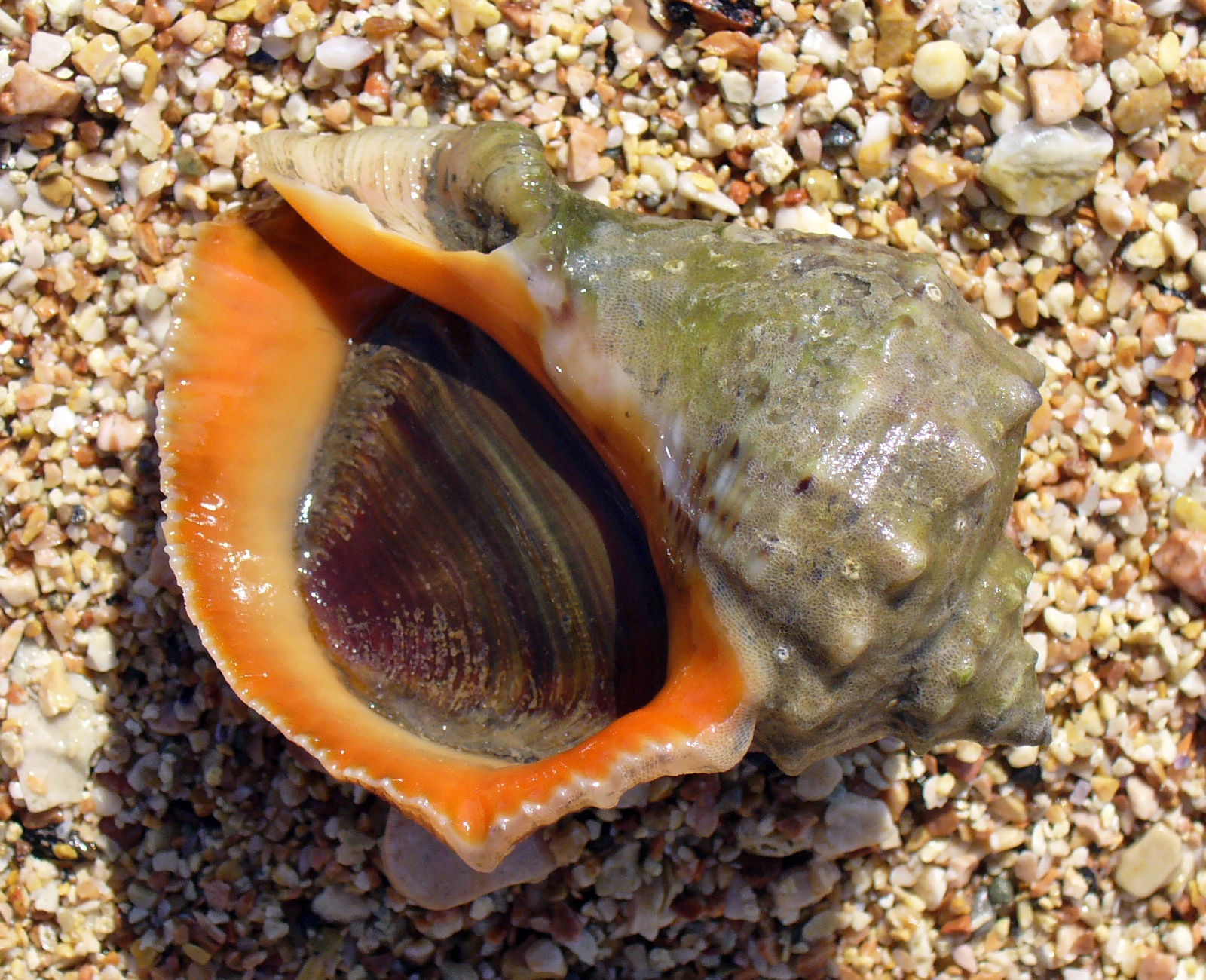
Melcul marin Rapana thomasiana

Rapana (Rapana thomasiana, Rapana pontica, Rapana bezoar, Rapana Venosa), este un melc marin aparținând familiei Muricidae, clasa Gastropoda, încrengătura Mollusca. Trăiește pe substraturile nisipoase și stâncoase de la linia țărmului până la 30 metri adâncime.
Semnalat pentru prima dată în Marea Neagră în anul 1948 în zona portului Novorossiisk, Rusia, în 1963 începe să apară și în dreptul litoralului românesc. Rapana își are originea în Marea Japoniei, Marea Chinei și Marea Galbenă de unde a fost adus accidental pe carena navelor.

## Descriere

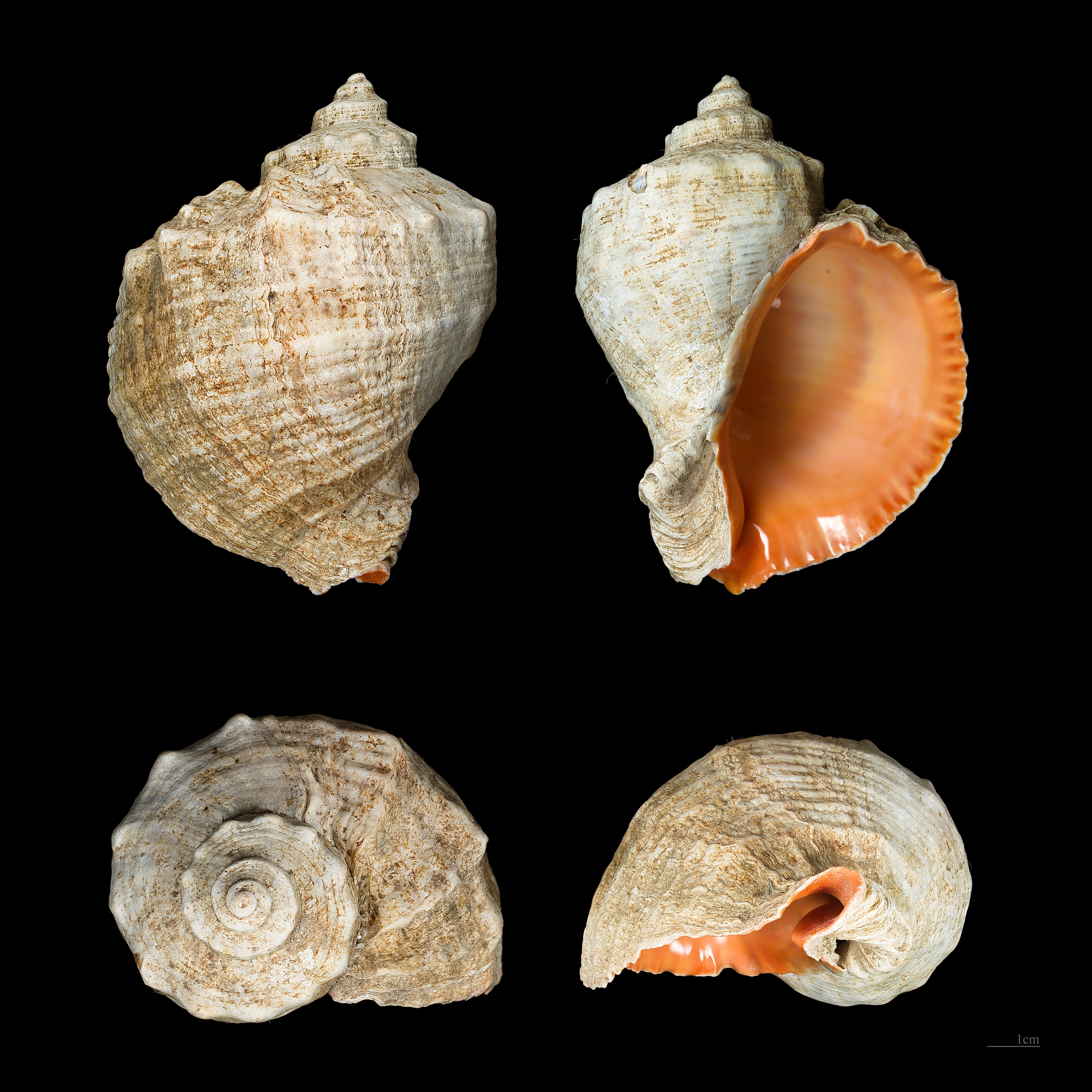
Cochilii de Rapana

Rapana este un gastropod de talie mare, cu cochilia globuloasă și groasă, spiralată, compusă din 7-8 spire separate de suturi adânci. Marginea de sus a fiecărei spire este acoperită cu tuberculi cornoși. Atinge grosimea de 190/160mm. Canalul sifonal este relativ scurt și larg, cu o crestatură adâncă. Suprafața este diferit ornamentată și prezintă un șir de mameloane dispuse în spirală.
De asemenea pe suprafața cochiliei se observă și ușoare coaste longitudinale. Apertura este foarte largă, de formă ovală, strălucitoare în interior, de culoare portocalie-roșcată. Culoarea cochiliei este de la galben pal la roșiatic-maroniu adesea cu benzi brune sau striuri colorate mai intens. Interiorul aperturii este portocaliu aprins, galben sau brun.
Rapana se înmulțește prin ouă. Durata incubării este de aproximativ 17 zile, în condițiile unei temperaturi a mediului de 18...20o C. Durata de viață a speciei este de peste 10 ani, iar în doi ani un exemplar tânăr ajunge la dimensiunile unui adult.

## Impact ecologic

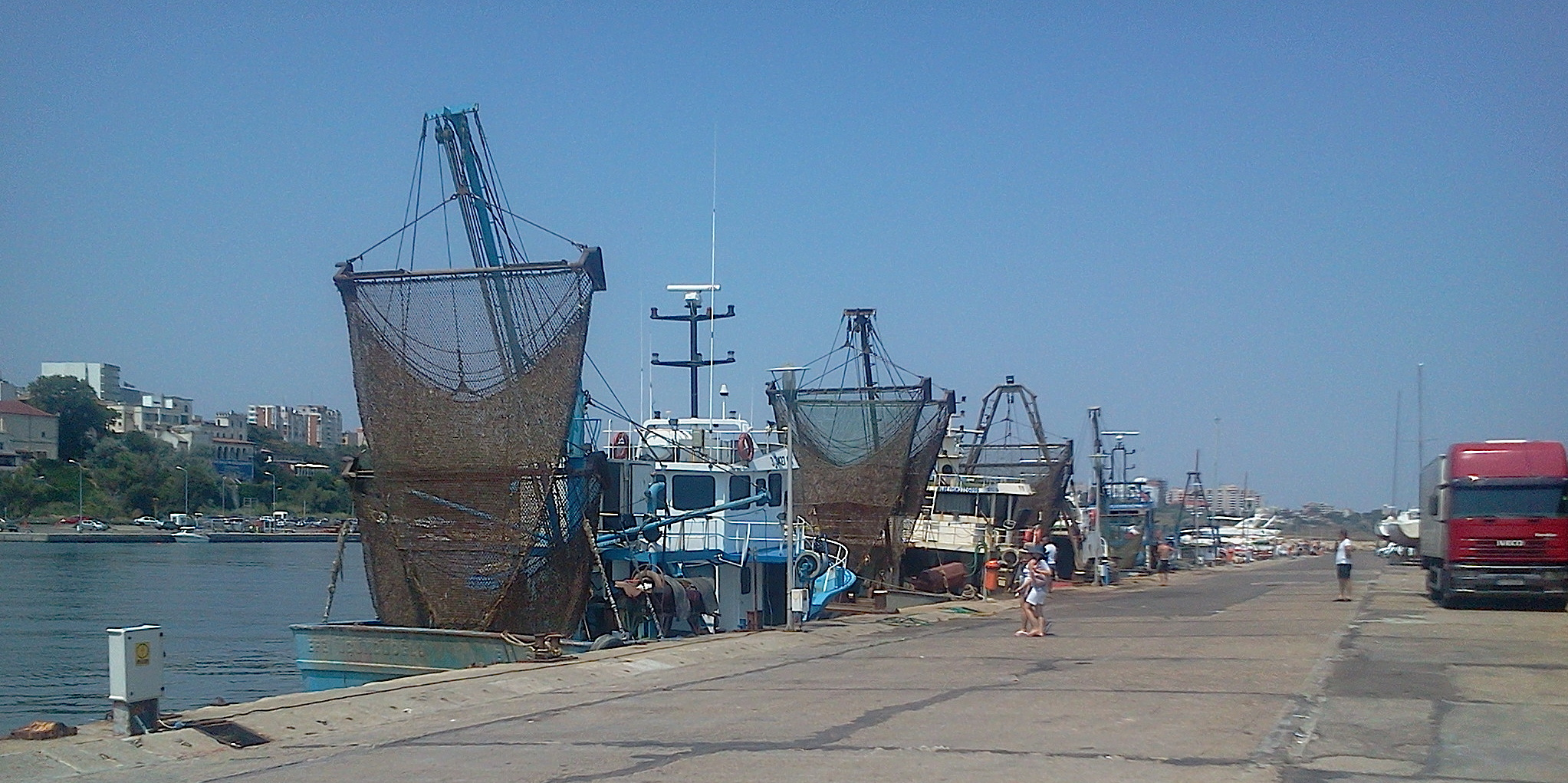
Traulere de pescuit Rapana în portul Tomis (Constanța).

Impactul ecologic al acestui gastropod în Marea Neagră este unul negativ. Rapana este considerat un prădător (specie invazivă) din cauza înmulțirii rapide, cât și a regimului alimentar compus din midii și stridii, ambele specii de moluște fiind extrem de importante în filtrarea apei mării dar și cu valoare economică.    
În ultimul timp reducerea efectivelor de Rapana s-a accentuat în țările riverane Mării Negre, deoarece acestea au început exploatarea speciei în scopuri comerciale (culinare - este cunoscut pentru proprietățile sale afrodiziace) și să exporte cantități însemnate inițial în țările din Extremul Orient (800 de tone exportate anual de Turcia pe piețele din Japonia). 
În prezent și România exploatează această resursă biologică, din care o anumită cantitate este destinată pieței interne.